# Saint-Michel-d'Aurance
Saint-Michel-d'Aurance è un comune francese di 259 abitanti situato nel dipartimento dell'Ardèche della regione dell'Alvernia-Rodano-Alpi.

## Società

### Evoluzione demografica
Abitanti censiti